# 熱力学第三法則
熱力学第三法則（ねつりきがくだいさんほうそく、英語: third law of thermodynamics）とは、完全結晶のエントロピーは絶対零度ではすべて等しくなる、という定理である。これはつまり、エントロピーの基準値を決めることができることを意味する。
統計力学的に考えても、絶対零度では完全結晶の取りうる配置は1通りなので、エントロピーは0と考えて一致する。
熱力学第三法則はネルンストの定理と同等といわれている。

## ネルンストの定理
有限回の操作では決して、絶対零度には到達することができない、という定理。物体を冷却するにはその温度以下の別の物体と接触させる方法が一般的であるが、この場合は絶対零度以下の物体と接触させなければならない。しかし絶対零度より低い温度を持つ物体はないのでこれは不可能である。断熱膨張によって内部エネルギーを放出させて温度を下げる方法もあるが、限りなく絶対零度に近づけることはできても無限に膨張させることができなければ厳密な意味での絶対零度には到達できない。
なお、熱力学第三法則は熱力学第一法則と熱力学第二法則から導くことができるので物理学の基本法則ではない、とする考えもある。しかし、第一法則と第二法則から導かれることは、反応の進行方向を規定するものは自由エネルギーである、という定性的な予測でしかなく、これを定量的に厳密に決定することは、ネルンストの熱定理によって初めて可能になる。その点で、熱力学は第一法則と第二法則だけでは成立せず、第三法則を加えることによって初めて完成することになる。

## ブラックホールの熱力学における第三法則
ブラックホールの特異点に到達することはできない、という定理。ただし上述同様理論上は可能であるが、現実的には不可能である、という意味。